# 水間峠
水間峠（みまとうげ）は、奈良県奈良市水間町と沓掛町の境にある峠。1998年に水間トンネル（延長853m）が完成したため交通量が激減した。

## 通過する道路
- 奈良県道80号奈良名張線

## 周辺
- 水間トンネル